# Patricia Patek
Patricia Patek (* 9. Mai 1968 in Frankfurt-Höchst) ist eine ehemalige deutsche Schönheitskönigin und Fotomodell.
Im Großen Kursaal der Nordseeinsel Wangerooge gewann die damals 17-jährige Patricia Patek als Miss Hessen den Titel der Miss Germany 1985/86. Am 28. Februar 1986 nahm sie auf Malta an der Wahl zur Miss Europe International 1986 teil.